# 弗朗兹-乌尔里奇·哈特尔
弗朗兹-乌尔里奇·哈特尔（德語：Franz-Ulrich Hartl，1957年3月10日—），德国生物化学家，马克斯·普朗克生化研究所的主任。他以其在蛋白质折叠领域的开创性研究而闻名。

## 生平
他1957年生于德国埃森，1982年取得海德堡大學的医学士(M.D.)。1990年，他又从慕尼黑大學的生理化学研究所获得医学博士(Dr. med.)。他于1985年至1986年在慕尼黑大学生理化学研究所从事博士后研究，并于1989年至1990年在加利福尼亚大学洛杉矶分校担任博士后研究员。

## 荣誉与奖项
- 1997，获得-美国生物化学和分子生物学协会-Lipmann奖
- 1997，成为-慕尼黑大學名誉教授
- 1998，成为-欧洲分子化学组织(EMBO)-会员
- 1999，获得-柏林-勃兰登堡科学与人文学院-学院奖
- 2000，获得-Wilhelm Vaillant研究奖
- 2000，成为-美国文理科学院-外籍荣誉院士
- 2002，获得-戈特弗里德·威廉·莱布尼茨奖(德国科学基金会颁发)
- 2003，获得-Feldberg奖
- 2004，成为-巴伐利亚科学与人文学院-院士
- 2004，获得-Gairdner Foundation International Award(与美国的亚瑟·霍里奇分享)
- 2005，获得-Ernst Jung Prize-医学奖(Ernst Jung基金会颁发)
- 2006，获得-Stein and Moore Award of the Protein Society
- 2006，获得-Körber European Science Prize(Körber基金会颁发)
- 2007，因生物医学研究而获得Wiley Prize(与亚瑟·霍里奇分享)[1]
- 2008，因基础医学的贡献获得Rosenstiel Award(与Arthur L. Horwich分享)[2]
- 2008，因生物学研究获得Louisa Gross Horwitz Prize(与亚瑟·霍里奇分享，哥伦比亚大学颁发)
- 2008，成为-日本生物化学协会-名誉会员
- 2009，获得-Otto Warburg Medal(德国生物化学和分子生物学协会颁发)
- 2010，成为-美國科學促進會-会员
- 2010，因欧洲生物化学研究获得van Gysel Prize - 2009
- 2010，获得-Heineken Prizes(荷兰皇家文理科学院颁发)
- 2011，获得-2011年度拉斯克奖-基础医学奖(与亚瑟·霍里奇分享，拉斯克基金会颁发)
- 2012，获得-2012年度邵逸夫奖-生命科学与医学奖(与亚瑟·霍里奇分享，邵逸夫奖基金会颁发)
- 2016，奥尔巴尼医疗中心奖（英语：Albany Medical Center Prize）
- 2016，恩斯特先灵奖（英语：Ernst Schering Prize）[3]
- 2017，德布勒森分子医学奖